# Europees kampioenschap voetbal mannen onder 21
Het Europees kampioenschap voetbal onder 21, kortweg EK onder 21, is een tweejaarlijks voetbaltoernooi tussen Europese landenploegen met spelers onder de 21 jaar. Spelers die ouder zijn mogen echter wel meedoen als zij maximaal 21 jaar zijn op het moment dat de kwalificatie voor een toernooi begint. Zo kunnen er dus spelers van 23 jaar aan een toernooi meedoen.
Door middel van voorrondes plaatsen landen zich, waarna in anderhalve week tijd bepaald wordt welk land het beste van Europa is. Het toernooi geldt in voorkomende gevallen tevens als kwalificatietoernooi voor de Olympische Spelen.

## Historie
De voorloper van het toernooi wordt de Challenge Cup onder 23 genoemd. Die werd in de beginjaren een aantal keer georganiseerd. Dit toernooi bestond toen uit 1 wedstrijd. Tussen 1972 en 1976 heette het toernooi het Europees kampioenschap voetbal onder 23 en dat ging 1978 over in het huidige toernooi.
Tussen 1972 en 1992 werden er uit- en thuiswedstrijden gespeeld. Pas vanaf het toernooi in 1994 werden de wedstrijden in een land gespeeld. In dat jaar was Frankrijk het gastland. In 2019 waren er voor het eerst twee gastlanden, er werden wedstrijden gespeeld in Italië en San Marino.
In 2021 werd het toernooi in twee delen gesplitst. Reden hiervoor was het, door de coronapandemie, verplaatsen van het Europees kampioenschap voetbal 2020 van 2020 naar een jaar later. De groepsfase zal worden afgewerkt in maart 2021 en de knock-outfase in juni 2021.
Het aantal deelnemende landen was tussen 1978 en 2015 acht landen. Op het toernooi van 2017 deden twaalf landen mee, in 2019 ook. In 2021 zullen zestien landen deelnemen.

## Erelijst
| Challenge Cup onder 23 (1967–1970)                   |                      |                   |                                |                                                        |                                                        |
| Jaar                                                 | Gastland             | Winnaar           | Tweede                         | Het toernooi bestond in deze tijd nog uit 1 wedstrijd. | Het toernooi bestond in deze tijd nog uit 1 wedstrijd. |
| jun. 1967                                            | Bulgarije            | Bulgarije         | Duitse Democratische Republiek | Het toernooi bestond in deze tijd nog uit 1 wedstrijd. | Het toernooi bestond in deze tijd nog uit 1 wedstrijd. |
| sep. 1967                                            | Bulgarije            | Bulgarije         | Finland                        | Het toernooi bestond in deze tijd nog uit 1 wedstrijd. | Het toernooi bestond in deze tijd nog uit 1 wedstrijd. |
| nov. 1967                                            | Bulgarije            | Bulgarije         | Tsjecho-Slowakije              | Het toernooi bestond in deze tijd nog uit 1 wedstrijd. | Het toernooi bestond in deze tijd nog uit 1 wedstrijd. |
| apr. 1968                                            | Bulgarije            | Bulgarije         | Nederland                      | Het toernooi bestond in deze tijd nog uit 1 wedstrijd. | Het toernooi bestond in deze tijd nog uit 1 wedstrijd. |
| okt. 1968                                            | Bulgarije            | Joegoslavië       | Bulgarije                      | Het toernooi bestond in deze tijd nog uit 1 wedstrijd. | Het toernooi bestond in deze tijd nog uit 1 wedstrijd. |
| jun. 1969                                            | Joegoslavië          | Joegoslavië       | Spanje                         | Het toernooi bestond in deze tijd nog uit 1 wedstrijd. | Het toernooi bestond in deze tijd nog uit 1 wedstrijd. |
| nov. 1969                                            | Joegoslavië          | Joegoslavië       | Zweden                         | Het toernooi bestond in deze tijd nog uit 1 wedstrijd. | Het toernooi bestond in deze tijd nog uit 1 wedstrijd. |
| mrt. 1970                                            | Griekenland          | Joegoslavië       | Griekenland                    | Het toernooi bestond in deze tijd nog uit 1 wedstrijd. | Het toernooi bestond in deze tijd nog uit 1 wedstrijd. |
| Europees kampioenschap voetbal onder 23 (1970–1976)  |                      |                   |                                |                                                        |                                                        |
| Jaar                                                 | Gastland             | Winnaar           | Tweede                         | Halvefinalisten                                        | Halvefinalisten                                        |
| 1972                                                 | uit en thuis         | Tsjecho-Slowakije | Sovjet-Unie                    | Bulgarije Griekenland                                  | Bulgarije Griekenland                                  |
| 1974                                                 | uit en thuis         | Hongarije         | Duitse Democratische Republiek | Polen Sovjet-Unie                                      | Polen Sovjet-Unie                                      |
| 1976                                                 | uit en thuis         | Sovjet-Unie       | Hongarije                      | Nederland Joegoslavië                                  | Nederland Joegoslavië                                  |
| Europees kampioenschap voetbal onder 21 (1976–heden) |                      |                   |                                |                                                        |                                                        |
| Jaar                                                 | Gastland             | Winnaar           | Tweede                         | Halvefinalisten                                        | Halvefinalisten                                        |
| Jaar                                                 | Gastland             | Winnaar           | Tweede                         | Derde                                                  | Vierde                                                 |
| 1978                                                 | uit en thuis         | Joegoslavië       | Duitse Democratische Republiek | Bulgarije Engeland                                     | Bulgarije Engeland                                     |
| 1980                                                 | uit en thuis         | Sovjet-Unie       | Duitse Democratische Republiek | Engeland Joegoslavië                                   | Engeland Joegoslavië                                   |
| 1982                                                 | uit en thuis         | Engeland          | West-Duitsland                 | Schotland Sovjet-Unie                                  | Schotland Sovjet-Unie                                  |
| 1984                                                 | uit en thuis         | Engeland          | Spanje                         | Italië Joegoslavië                                     | Italië Joegoslavië                                     |
| 1986                                                 | uit en thuis         | Spanje            | Italië                         | Engeland Hongarije                                     | Engeland Hongarije                                     |
| 1988                                                 | uit en thuis         | Frankrijk         | Griekenland                    | Engeland Nederland                                     | Engeland Nederland                                     |
| 1990                                                 | uit en thuis         | Sovjet-Unie       | Joegoslavië                    | Italië Zweden                                          | Italië Zweden                                          |
| 1992                                                 | uit en thuis         | Italië            | Zweden                         | Denemarken Schotland                                   | Denemarken Schotland                                   |
| 1994                                                 | Frankrijk            | Italië            | Portugal                       | Spanje                                                 | Frankrijk                                              |
| 1996                                                 | Spanje               | Italië            | Spanje                         | Frankrijk                                              | Schotland                                              |
| 1998                                                 | Roemenië             | Spanje            | Griekenland                    | Noorwegen                                              | Noorwegen                                              |
| 2000                                                 | Slowakije            | Italië            | Tsjechië                       | Spanje                                                 | Slowakije                                              |
| 2002                                                 | Zwitserland          | Tsjechië          | Frankrijk                      | Italië Zwitserland                                     | Italië Zwitserland                                     |
| 2004                                                 | Duitsland            | Italië            | Servië en Montenegro           | Portugal                                               | Zweden                                                 |
| 2006                                                 | Portugal             | Nederland         | Oekraïne                       | Frankrijk Servië en Montenegro                         | Frankrijk Servië en Montenegro                         |
| 2007                                                 | Nederland            | Nederland         | Servië                         | België Engeland                                        | België Engeland                                        |
| 2009                                                 | Zweden               | Duitsland         | Engeland                       | Italië Zweden                                          | Italië Zweden                                          |
| 2011                                                 | Denemarken           | Spanje            | Zwitserland                    | Wit-Rusland                                            | Tsjechië                                               |
| 2013                                                 | Israël               | Spanje            | Italië                         | Nederland Noorwegen                                    | Nederland Noorwegen                                    |
| 2015                                                 | Tsjechië             | Zweden            | Portugal                       | Denemarken Duitsland                                   | Denemarken Duitsland                                   |
| 2017                                                 | Polen                | Duitsland         | Spanje                         | Engeland Italië                                        | Engeland Italië                                        |
| 2019                                                 | Italië / San Marino  | Spanje            | Duitsland                      | Frankrijk Roemenië                                     | Frankrijk Roemenië                                     |
| 2021                                                 | Hongarije / Slovenië | Duitsland         | Portugal                       | Spanje Nederland                                       | Spanje Nederland                                       |
| 2023                                                 | Roemenië / Georgië   | Engeland          | Spanje                         | Israël Oekraïne                                        | Israël Oekraïne                                        |
| 2025                                                 | Slowakije            | Engeland          | Duitsland                      | Frankrijk Nederland                                    | Frankrijk Nederland                                    |
| 2027                                                 | Albanië / Servië     |                   |                                |                                                        |                                                        |

## Ranglijst
Bijgewerkt tot en met het toernooi van 2021
| Rang | Land                           |                      |                    |                   |
| Rang | Land                           | Aantal keer kampioen | Aantal keer tweede | Aantal keer derde |
| 1    | Spanje                         | 5                    | 3                  | 3                 |
| 2    | Italië                         | 5                    | 2                  | 0                 |
| 3    | Duitsland**                    | 4                    | 2                  | 0                 |
| 4    | Engeland                       | 2                    | 1                  | 0                 |
| 5    | Nederland                      | 2                    | 0                  | 1                 |
| 5    | Rusland                        | 2                    | 0                  | 0                 |
| 7    | Frankrijk                      | 1                    | 1                  | 1                 |
| 8    | Zweden                         | 1                    | 1                  | 0                 |
| 8    | Tsjecho-Slowakije              | 1                    | 1                  | 0                 |
| 10   | Joegoslavië                    | 1                    | 1                  | 0                 |
| 11   | Portugal                       | 0                    | 3                  | 1                 |
| 11   | Servië                         | 0                    | 2                  | 1                 |
| 13   | Duitse Democratische Republiek | 0                    | 2                  | 0                 |
| 14   | Griekenland                    | 0                    | 2                  | 0                 |
| 15   | Zwitserland                    | 0                    | 1                  | 0                 |
| 15   | Oekraïne                       | 0                    | 1                  | 0                 |
| 17   | Noorwegen                      | 0                    | 0                  | 1                 |
| 17   | Wit-Rusland                    | 0                    | 0                  | 1                 |